# Sarrians
Sarrians település Franciaországban, Vaucluse megyében. Lakosainak száma 5834 fő (2022. január 1.). Sarrians Vacqueyras, Bédarrides, Courthézon, Jonquières, Beaumes-de-Venise, Aubignan, Loriol-du-Comtat és Monteux községekkel határos.

## Népesség
A település népessége az elmúlt években az alábbi módon változott:
| Lakosok száma | 5858 | 5930 | 6041 | 6065 | 6088 | 6128 | 6030 | 5932 | 5834 |
|               | 2013 | 2015 | 2016 | 2017 | 2018 | 2019 | 2020 | 2021 | 2022 |